# Когман, Брайан
Брайан Когман (англ. Bryan Cogman) — американский продюсер и сценарист телевидения, лауреат премии «Эмми».
Он известен по своей работе над одиннадцатью эпизодами сериала канала HBO «Игра престолов»: в первом сезоне, «Калеки, бастарды и сломанные вещи»; во втором сезоне, «То, что мертво, умереть не может»; в третьем сезоне, «Поцелованная огнём»; в четвёртом сезоне, «Верный клятве» и «Законы богов и людей»; в пятом сезоне, «Убей мальчишку» и «Непокорные, несгибаемые, несломленные»; в шестом сезоне, «Кровь моей крови» и «Сломленный человек»; в седьмом сезоне, «Бурерождённая»; и в восьмом сезоне, «Рыцарь Семи Королевств».
Он также автор книги «Inside HBO’s Game of Thrones», которая включает предисловие к серии книг «Песнь Льда и Огня» Джорджа Р. Р. Мартина.
Работа Когмана была профилирована журналом «Rolling Stone» и была отмечена похвалой в блогосфере.
В июне 2014 года стало известно, что он стал сценаристом экранизации настольной игры Magic: The Gathering.